# Stachycoccus caulicola
Stachycoccus caulicola är en insektsart som beskrevs av Borchsenius 1962. Stachycoccus caulicola ingår i släktet Stachycoccus och familjen ullsköldlöss. Inga underarter finns listade i Catalogue of Life.